# Manuel Granero
Manuel Granero Valls (Valencia, 4 de abril de 1902-Madrid, 7 de mayo de 1922) fue un torero español, fallecido por una cornada del toro Pocapena del duque de Veragua.

## Comienzos
Manuel Granero nació en Valencia, en el barrio del Pilar, el 4 de abril de 1902. Hijo de Manuel Granero Granero, natural de Chella (Valencia) y de Consuelo Valls Juliá, de Madrid.  Cursó estudios de música llegando a tocar bien el violín.
Se presentó en Valencia el 17 de junio de 1917 y posteriormente se trasladó a Salamanca.

## Alternativa
Tomó la alternativa el 28 de septiembre de 1920 en La Maestranza de Sevilla. Su padrino fue Rafael Gómez "El Gallo", con Manuel Jiménez "Chicuelo" de testigo.
Confirmó la alternativa el 22 de abril de 1921 en Madrid, con toros de Gallardo. En esta ocasión Chicuelo fue su padrino y tuvo a Carnicerito de testigo. En el año 1921 lideró el escalafón de toreros.

## Muerte

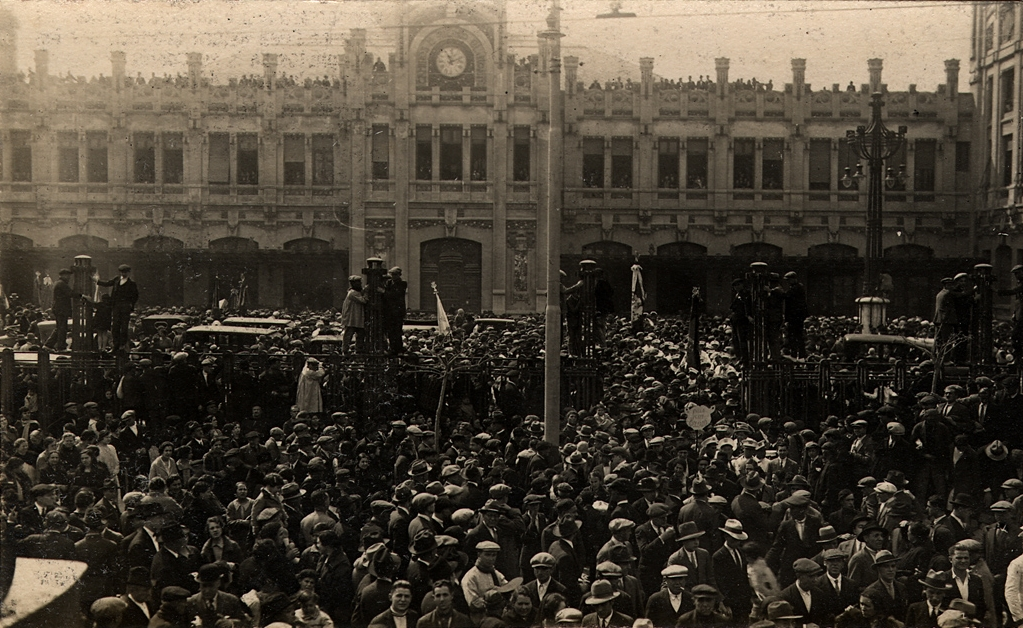
Multitudinaria recepción del féretro de Manuel Granero en la estación del Norte, el 9 de mayo de 1922.

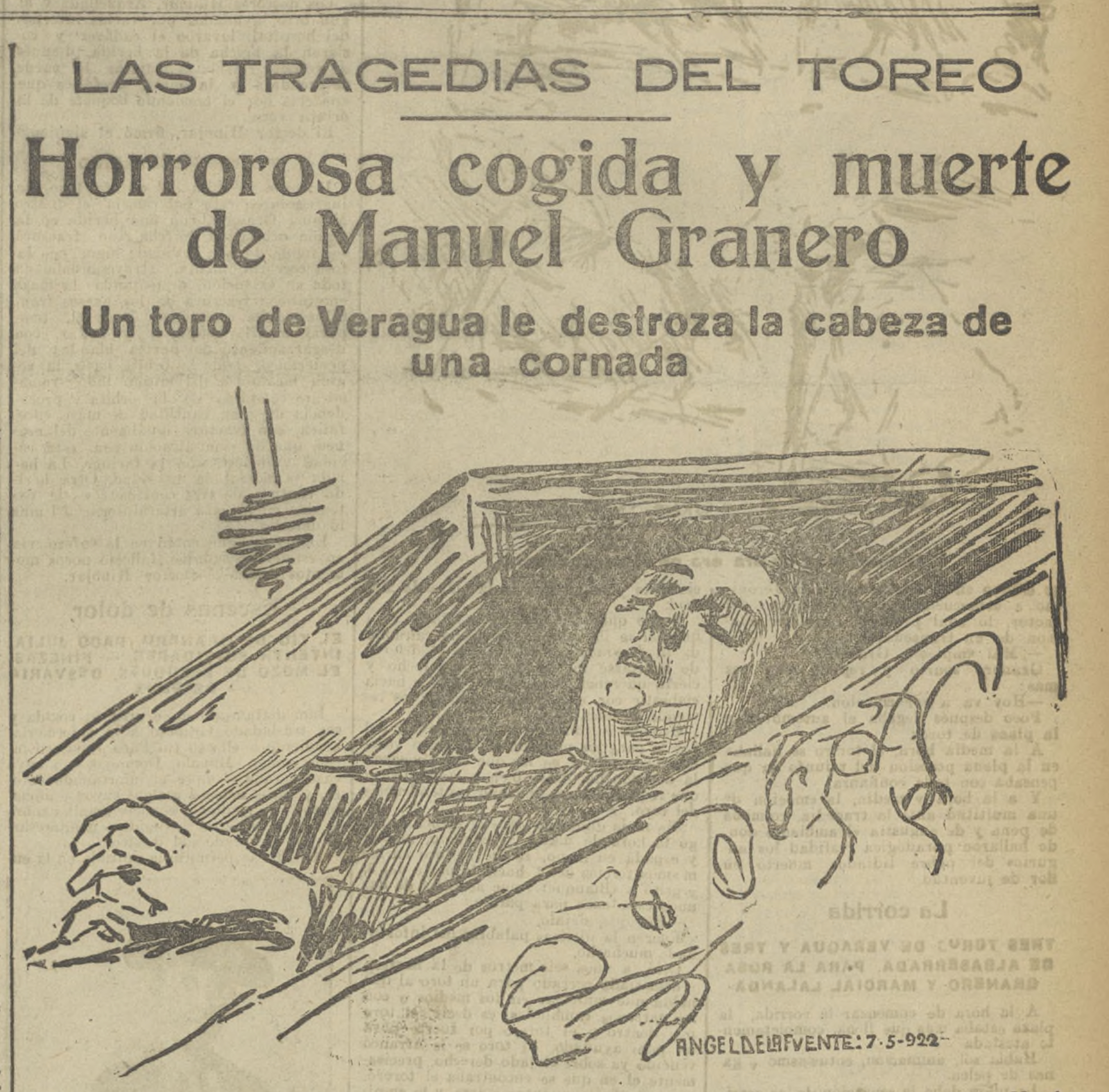
«Las tragedias del toreo. Horrorosa cogida y muerte de Manuel Granero».

El 7 de mayo de 1922 toreaba en Madrid junto a Juan Luis de la Rosa y Marcial Lalanda. El segundo toro de Granero, llamado Pocapena, de la ganadería del duque de Veragua, le cogió por el muslo y lo dejó sentado, apoyada la espalda en las tablas. Entonces le asestó una cornada que penetró por el ojo derecho del torero y le causó la muerte. 
Hemingway escribió sobre la terrible cogida de Manuel Granero en Muerte en la tarde. El féretro fue recibido por una multitud a su llegada a Valencia, donde el torero fue enterrado. 
En su honor se levantó un monumento delante de la plaza de toros de Valencia, obra del escultor Antonio Sacramento.